# Гастингс, Теофилус, 11-й граф Хантингдон
Теофилус Генри Гастингс (англ. Theophilus Henry Hastings; незадолго до 7 октября 1728 — 2 апреля 1804) — британский аристократ, de-jure 11-й граф Хантингдон. Принадлежал к младшей ветви рода Гастингсов, был священнослужителем. После смерти своего дальнего родственника Фрэнсиса Гастингса, 10-го графа Хантингдона, объявил себя 11-м графом (1789), но до самой смерти ничего не сделал, чтобы доказать законность своих прав. Его племянник Ганс Гастингс в 1819 году занял место в Палате лордов как очередной граф Хантингдон; соответственно Теофилуса считают номинальным 11-м графом.
Гастингс был женат дважды, на урождённой Пратт (её имя неизвестно) и на Элизабет Уорнер. Оба брака остались бездетными.